# ماثيو كاتلر
ماثيو كاتلر (بالإنجليزية: Matthew Cutler)‏ هو راقص بريطاني، ولد في 30 أكتوبر 1973 في تشيلمسفورد في المملكة المتحدة.